# Équipe de Tunisie de volley-ball en 1979
L'équipe de Tunisie de volley-ball remporte en 1979 son troisième titre continental à Tripoli. Ainsi, elle assure sa qualification aux Jeux olympiques organisés à Moscou en 1980, qu'elle boycotte finalement, à la coupe du monde 1981 organisée au Japon et au championnat du monde 1982 organisé en Argentine.

## Matchs
| Date             | Lieu    | Adversaire | Score | Durée | Compétition | Meilleur marqueur | Référence |
| 20 novembre 1979 | Tripoli | Sénégal    | 3-0   | -     | CHAN        | -                 |           |

CHAN : match du championnat d'Afrique 1979.